# Rhyacophila gorgitensis
Rhyacophila gorgitensis är en nattsländeart som beskrevs av Füsun Sipahiler 1997. Rhyacophila gorgitensis ingår i släktet Rhyacophila och familjen rovnattsländor. Inga underarter finns listade i Catalogue of Life.